# حلزون‌صدفان
حلزون‌صدفان (نام علمی: Strombidae) نام یک خانواده از رده شکم‌پایان است.